# Scott
Каталог «Скотт» (англ. Scott Publishing Company) — найбільший і найвідоміший каталог поштових марок світу у анломовних країнах і загалом Європі. Вперше виданий у 1868 році, він став важливим довідником з філателії. Також існує більш повний німецькомовний каталог «Michel» (видається німецькою мовою з 1910 року), що містить відомості, яких немає в каталозі «Scott».
Видається англійською мовою видавництвом англ. Scott Publishing Company, дочірньою компанією видавництва англ. Amos Press, оновлюється щорічно і описує всі поштові марки усього світу, які редактори видавництва вважають випущеними з метою поштового обігу. Каталог видається (станом на 2006 рік) у шести великих томах, а також на CD. Система нумерації, яка використовується каталогом «Scott» для ідентифікації марок, найбільш поширена серед колекціонерів марок США.